# Philippe Bär

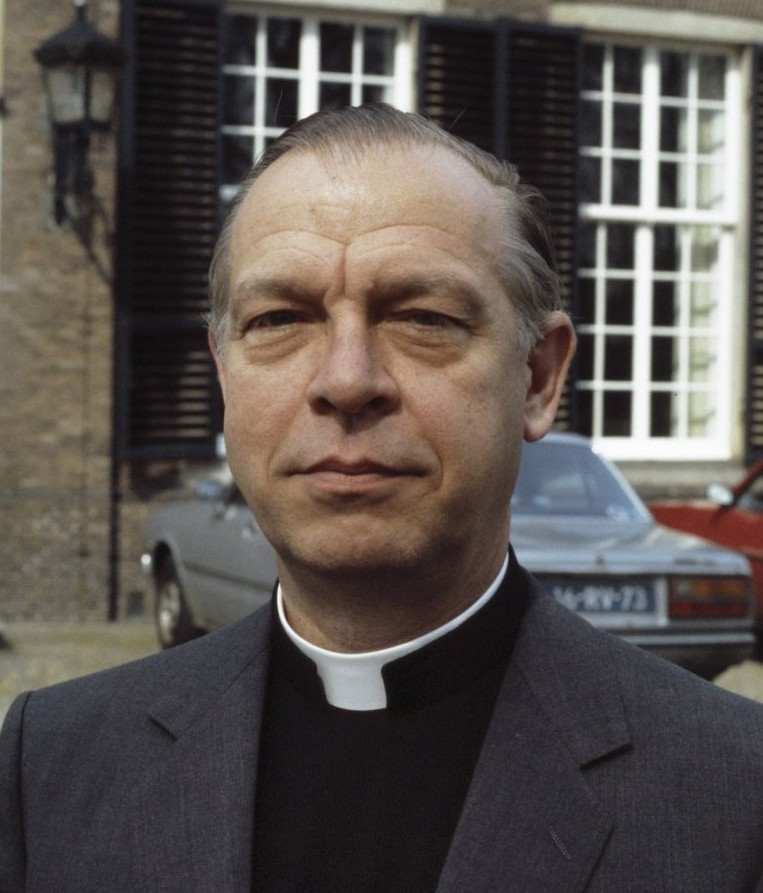
Philippe Bär (1982)

Philippe Bär OSB (* als Ronald Bär am 29. Juli 1928 in Manado, Niederländisch-Indien; † 8. März 2025 in Breda; bürgerlich Ronald Bär) war ein niederländischer Ordensgeistlicher und römisch-katholischer Bischof von Rotterdam und des Niederländischen Militärordinariates.

## Leben
Ronald Bär trat 1954 in das belgische Benediktinerkloster Chevetogne ein, wo er den Ordensnamen Philippe erhielt und am 29. Dezember 1955 die Profess ablegte. Er empfing nach seiner theologischen Ausbildung am 26. Juli 1959 in Chevetogne die Priesterweihe. 
Papst Johannes Paul II. ernannte ihn am 15. Januar 1982 zum Titularbischof von Leges und Weihbischof in Rotterdam. Der Bischof von Rotterdam, Adrianus Johannes Simonis, spendete ihm am 27. Dezember desselben Jahres die Bischofsweihe; Mitkonsekratoren waren Martien Antoon Jansen, emeritierter Bischof von Rotterdam, und Theodorus Henricus Johannes Zwartkruis, Bischof von Haarlem. Bärs Wahlspruch lautete Christo et ecclesiae („Christus und der Kirche“).
Am 22. November 1982 wurde er Militärvikar des Niederländischen Militärvikariates und mit der Erhebung zur Diözese am 21. Juli 1986 wurde er zum ersten Bischof des Militärordinariates erhoben. Am 19. Oktober 1983 wurde er von Papst Johannes Paul II. zum Bischof von Rotterdam ernannt. Der Papst nahm am 13. März 1993 seinen Rücktritt von beiden Ämtern an. Nach seiner Emeritierung lebte Bischof Bär wieder in seinem Professkloster Chevetogne. Im Jahr 2020 siedelte er in das Pflegeheim Park Zuiderhout auf dem Gelände des Sint-Franciscus-Xaverius-Missionshauses in Teteringen über, wo er die letzten Lebensjahre verbrachte.
Sein Grab findet er auf dem Friedhof Sint Laurentius.

## Ehrungen
Philippe Bär war Ritter des Ordens vom Niederländischen Löwen und Kommandeur des Ordens von Oranien-Nassau sowie Ehrenkaplan des Souveränen Malterordens.